# Killarneyjski narodni park
Kilarneyjski narodni park (irsko Páirc Náisiúnta Chill Airne) v bližini mesta Killarney v grofiji Kerry je bil prvi narodni park na Irskem. Ustanovljen je bil leta 1932, ko je bilo posestvo Muckross podarjeno Irski svobodni državi. Od takrat je bil park zelo razširjen, obsega več kot 102,89 km² raznovrstne ekologije, vključno s Killarneyjskimi jezeri, hrastovimi in tisinimi gozdovi mednarodnega pomena in gorskimi vrhovi. Ima edino čredo navadnega jelena na kopnem na Irskem in najobsežnejše ostanke gozdov. Park ima visoko ekološko vrednost zaradi kakovosti, pestrosti in razširjenosti mnogih habitatov ter ogromno različnih vrst, od katerih so nekatere redke. Park je bil leta 1981 razglašen za Unescov biosferni rezervat. Je del posebnega zaščitenega območja po habitatni direktivi (92/43/EGS) Evropske unije o ohranjanju naravnih habitatov ter prostoživečih živalskih in rastlinskih vrst.
Služba za narodne parke in divje živali je odgovorna za upravljanje in vzdrževanje parka. Ohranjanje narave je glavni cilj parka in ekosistemi v njegovem naravnem stanju so zelo cenjeni. Park je znan po svoji pokrajini, rekreacijskih in turističnih objektih.

## Geografija
Narodni park je v jugozahodni Irski blizu najbolj zahodne točke otoka. V parku so Killarneyjska jezera in hribovje Mangerton, Torc, Shehy in Purple. Nadmorska višina je od 22 do 842 metra. V parku je velika geološka meja med devonskimi starimi rdečimi peščenjaki in apnenci iz karbona. Osnovna geologija večine parka je peščenjak s ploščami apnenca, ki se pojavljajo na nizki vzhodni obali jezera Lough Leane.
Lough Leane je največje Killarneyjsko jezero in ima več kot 30 otokov. Nekateri obiskovalci izkoristijo izlete z ladjo do otoka Innisfallen, enega večjih otokov v Lough Leanu.
Park ima oceansko podnebje, na katero močno vpliva Zalivski tok. Ima blage zime (februarsko povprečje 6 °C) in hladna poletja (15 °C julija). Povprečne dnevne temperature segajo od najnižje 5,88 °C januarja do 15,28 °C julija. Precej je padavin in so pogoste vse leto. Povprečne količine padavin so 1263 milimetrov letno, 223 dni letno jih pade več kot 1 milimeter. Povprečno število dni zmrzali je 40. 
Geološka meja, širok razpon nadmorske višine parka in podnebni vpliv Zalivskega toka zagotavljajo pestro ekologijo. Ekosistemi so barja, jezera, močvirja, gore, plovne poti, gozdne površine, parki in vrtovi. Kamniti izdanki, klifi in čeri so značilnosti parka. Nad 200 metri na območju peščenjaka so velika območja visokih barij in resave. 

## Zgodovina

### Zgodnje obdobje
Narodni park je eden redkih krajev na Irskem, ki je bil od konca zadnjega ledeniškega obdobja pred približno 10.000 leti nenehno pokrit z gozdovi. Ljudje so živeli na tem območju vsaj v bronasti dobi pred približno 4000 leti. Arheologi so odkrili dokaze, da so v tem obdobju na Rossovem otoku kopali baker, kar kaže, da je bilo to območje zelo pomembno za ljudi v bronasti dobi. Park ima veliko arheoloških najdišč, vključno z dobro ohranjenim kamnitim krogom pri Lissivigeenu. Gozdovi v parku so bili izkoriščani in očiščeni v različnih obdobjih od železne dobe dalje. To je povzročilo postopno zmanjševanje raznovrstnosti drevesnih vrst v parku.
Nekateri najveličastnejši arheološki ostanki v parku so iz zgodnjega krščanskega obdobja. Najpomembnejši je samostan Inisfallen, ruševine naselja okoli samostana na otoku Inisfallen v jezeru Lough Leane. V 7. stoletju ga je ustanovil sveti Finian Leper in je deloval do 14. stoletja. Inisfallenska kronika o zgodnji zgodovini Irske, kot so jo poznali menihi, je bila napisana v samostanu od 11. do 13. stoletja. Menijo, da je samostan dal ime jezeru Lough Leane, kar pomeni 'jezero učenja'.
Samostan Muckross so leta 1448 ustanovili frančiškani in kljub večkratnim napadom, poškodbam in rekonstrukciji še vedno stoji. Za Friars Glen na gori Mangerton običajno pravijo, da je bil to eden od krajev, kamor so menihi pobegnili, ko je bil samostan napaden. Osrednja značilnost samostana Muckross je glavno dvorišče, na katerem raste mogočna tisa in je obkroženo z obokanim križnim hodnikom. Pravijo, da je to drevo staro toliko kot samostan. Bil je tudi grobnica lokalnih voditeljev. V 17. in 18. stoletju so tam pokopali kerryske pesnike Seafraidha O'Donoghua, Aogána Ó Rathailleja in Eoghana Rua Ó Súilleabháina. 
Po vdoru Normanov na Irsko je bilo zemljišče okoli jezer v lasti McCarthyjev in O'Donoghuejev. Rossov grad je bil v 15. stoletju bivalno-obrambni grad na obali jezera Lough Leane. V njem je živel vodja klana O'Donoghue Mór. Grad je bil razširjen v 17. stoletju. Je obnovljen in odprt za javnost. V vojaškem zapisu iz leta 1580 je opisano območje Killarneyja kot borno naseljena puščava gozda in gora.
Od 18. stoletja je bilo ozemlje današnjega parka razdeljeno med dve veliki posesti, Herberta Muckrossa in Brownsa (grofje Kenmare). V 17. in 18. stoletju so se gozdovi v veliki meri uporabljali za lokalno industrijo, tudi za pridobivanje oglja, sodarstvo in strojenje. Pritisk na gozd se je še okrepil v poznem 18. stoletju. Največji vzrok za uničenje hrastovega lesa v Killarneyju v 18. stoletju je bil pridobivanje oglja za talilne naprave, ki so se uporabljale v lokalni industriji železa. Za eno tono litega železa je bilo potrebnih približno 25 ton hrasta. Leta 1780 je Arthur Young slavno opisal Derrycunihyjski gozd kot »veliko pogorje, ki je bilo deloma pokrito z gozdom, je bilo v odličnem stanju, del pa je bil posekan, precej raztresen, preostanek so uporabili sodarji, graditelji čolnov, tesarji in strugarji ...«.
Izkoriščanje gozda se je v začetku Napoleonovega obdobja v začetku 19. stoletja znova povečalo, verjetno zaradi visokih cen, ki jih je v tem času dosegal hrast. V tem času so sadili in upravljali hrastove gozdove. Obsežna sečnja hrastovih dreves je bila na Rossovem otoku leta 1803, Gleni okrog 1804 in Tomiesu leta 1805. Tomies je bil nato ponovno zasajen s triletnimi hrasti, Glena pa je bila pomlajena. Te dejavnosti so v zadnjih 200 letih povečale sorazmerno številčnost hrasta v parku. Ker je večina hrastovih dreves v gozdu danes stara okoli 200 let, je verjetno, da je bila večina zasajena. Hrastovi gozdovi, ki jih ljudje niso nikoli sekali, so omejeni na nekaj osamljenih žepov na odročnih območjih, na primer v gorskih dolinah.
Družina Herbert je imela posesti na polotoku Muckross od leta 1770 naprej. Postali so zelo bogati zaradi rudnikov bakra na tem območju. Henry Arthur Herbert in njegova žena, slikarka akvarelov Mary Balfour Herbert, sta zgradila Muckross House leta 1843. Finančni položaj Herberta je postal negotov v poznem 19. stoletju in posestvo je kupil lord Ardilaun iz pivovarske družine Guinness leta 1899.

### Oblikovanje parka
Leta 1910 je Američan William Bowers Bourn kupil posestvo Muckross kot poročno darilo svoji hčerki Maud ob poroki z Arthurjem Vincentom. Med letoma 1911 in 1932 je vložil 110.000 funtov za izboljšanje posesti, gradnjo vrtov in skalnjaka na kraju izdankov apnenca.
Maud Vincent je umrla zaradi pljučnice leta 1929. Leta 1932 so Arthur Vincent in njegovi starši v spomin darovali posestvo irski državi. Posestvo, veliko 43,3 km², je bilo spremenjeno v spominski park Bourn Vincent. Irska vlada je leta 1932 ustanovila narodni park, s tem ko je leta 1932 sprejela zakon o parku Bourn Vincent. Zakon je od komisarjev za javna dela zahteval, da »ohranjajo in upravljajo park kot narodni park za rekreacijo in uživanje ljudi«. Spominski park je jedro današnjega razširjenega narodnega parka.
Irska vlada prvotno ni mogla zagotoviti ustrezne finančne podpore parku, zato je deloval predvsem kot delujoča kmetija, ki je bila odprta za javnost. Muckross House je bila zaprta za javnost do leta 1964.
Okoli leta 1970 je bila javnost zaskrbljena zaradi ogroženosti spominskega parka. Irske oblasti so proučile mednarodno razvrščanje in upravljanje narodnih parkov. Odločeno je bilo, da se park razširi in ponovno imenuje narodni park, ki je v veliki meri ustrezal ICUN kategoriji II. Prav tako je bila sprejeta odločitev o ustanovitvi drugih narodnih parkov na Irskem. Prvotnemu parku je bilo dodanih skoraj 60 km², med njimi tudi tri jezera, posestvo Knockreer, Rossov otok, Innisfallen in mestna območja Glene, Ullauns in Poulagower. Park je zdaj več kot dvakrat večji kot leta 1932. Ker je irsko gospodarstvo postalo bogatejše in se je spremenilo zaznavanje vloge narodnih parkov, je bilo za park na voljo veliko več denarja.

## Killarneyjska jezera
Killarneyjska jezera so Lough Leane (spodnje jezero), jezero Muckross (srednje jezero) in Upper Lake (zgornje jezero). Ta jezera so med seboj povezana in skupaj zasedajo skoraj četrtino območja parka. Kljub temu da so medsebojno povezana, ima vsako jezero edinstven ekosistem. Jezera se združijo (Meeting of Waters) v priljubljeno turistično območje.  Športni ribolov na jezerih je že nekaj časa zelo priljubljen, lovijo zlasti potočne postrvi in losose.
Jezero Lough Leane je približno 19 km² veliko in je največje od treh jezer. [20] Je tudi največje telo sveže vode v regiji. Prav tako je najbogatejše jezero s hranili. Zaradi fosfatov v kmetijstvu in domačega onesnaženja je postalo evtrofno, steka se v trstičevje, pomemben habitat na robu jezera. Ta obogatitev s hranili je v zadnjih letih povzročila večje cvetenje alg, kar pa še ni močno vplivalo na jezerski ekosistem. Za preprečevanje nadaljnjega onesnaževanja, ki povzroča trajno spremembo ekosistema jezera, pregledujejo rabo tal v povodju. Zdi se, da se je kakovost vode v jezeru izboljšala, saj od leta 1985 odstranjujejo fosfate iz kanalizacije. Od avgusta 2007 je več velikih hotelov in podjetij izjavilo, da nameravajo prenehati uporabljati detergente s fosfati, da bi ohranili kakovost jezerske vode.
Jezero Muckross je s  73,5 m najgloblje od treh jezer. Najgloblje je blizu kraja, kjer strmo pobočje gore Torc vstopi v jezero. Jezero leži na geološki meji med peščenimi gorami na jugu in zahodu ter apnencem na severu. 
Lough Leane in Muckross ležita čez geološko mejo. Apnenec povzroča, da sta jezeri rahlo bogatejši s hranili kot Zgornje jezero. V apnencu je veliko jam na nivoju jezera, ki jih ustvarja delovanje valov v kombinaciji z učinkom raztapljanja jezerske kisle vode na izpostavljeno skalo. Te jame so največje na severni obali jezera Muckross.
Od stika vseh treh jezer (Meeting of the Waters) se nadaljuje ozek kanal, imenovan Long Range, ki vodi do Zgornjega jezera, najmanjšega od treh. To jezero je v skalni gorski pokrajini v zgornjem območju doline Killarney/Black Valley. Hitro odtekanje vode v deževju v povodju jezera lahko v nekaj urah dvigne raven jezera do enega metra.
Jezero Muckross in Zgornje jezero sta visokokakovostna oligotrofna sistema z vodo, ki je rahlo kisla in ima malo hranil. To je posledica iztekanja iz gorskih peščenjakov in visokih barij v njunih povodjih. Imata pestro vodno vegetacijo, vključno z Merlinovo travo (Isoetes lacustris), obrobno travo (Littorella uniflora) in vodno lobelijo (Lobelia dortmanna).
Vsa tri jezera so zelo občutljiva za kislino in zato za pogozdovanje v svojih povodjih.

## Gozdovi
Killarney ima najobsežnejše območje (približno 120 km²) polnaravnega gozda (gozda, v katerem prevladujejo avtohtone vrste), ki rastejo na Irskem. Večina tega gozda je vključena v narodni park. V parku so tri glavne vrste gozdov: acidofilnega hrasta (Quercus petraea-Ilex aquifolium) na devonskem peščenjaku, z mahom bogat gozd tise (Taxus baccata) na karbonskih izdankih apnenca in mokrotni gozd, v katerem prevladuje jelša na nizko ležečih močvirnih apnenčastih tleh na robovih jezera. Gozdovi v parku naravno potekajo v dveh delih vzdolž geološke meje. Hrast in tisa sta mednarodno pomembna.
V parku so tudi mešani gozdovi in iglavci. Mešan gozd na Rossovem otoku ima eno najbogatejših plasti zelišč v parku. 
Paša in vdor rododendrona ogrožata gozdove v parku. Rododendroni vplivajo na približno dve tretjini hrastovih gozdov. V parku ga odstranjujejo. Na gozdove tise je slabo vplivala dolgoletna težka paša.

### Hrastov gozd
Park je morda najbolj znan po svojih hrastovih gozdovih, ki obsegajo približno 12,2 km². To je največji del naravnega gozda na Irskem, ki je nekoč pokrival velik del Irske. Gozd Derrycunihy je morda najnaravnejši sestoj gradna (Quercus petraea) na Irskem. Večina hrastovih gozdov je na spodnjih pobočjih gore Shehy in Tomy, ki mejita na Lough Leane. Prevladuje hrast graden, ki ima raje kisla tla peščenjaka. Gozd je zaščiten po prilogi I habitatne direktive EU zaradi svoje raznovrstne in bogate flore, predvsem mahovi in jetrenjaki).
V hrastovih gozdovih je po navadi podrast navadna bodika (Ilex aquifolium). Navadna jagodičnica (Arbutus unedo) je pomemben del teh gozdov. Tise so tudi razpršene. Na tleh rastejo borovnice in gozdna bekica (Luzula sylvatica). Plast zelišč ni bogata z vrstami.
Mahovi, lišaji in ščetinasta praprot (Hymenophyllaceae) uspevajo v vlažnem oceanskem podnebju. Tu rastejo vrste z omejeno atlantsko porazdelitvijo. Mahovi so morda najrazvitejša skupnost atlantskih briofitov v Evropi. Oddaljena dolina Glaism na Marbh ima posebno bogato floro mahov, od katerih so nekatere redke ali odsotne v drugih delih gozda. Mahovi, praproti in jetrenjaki se pogosto pojavljajo kot epifiti, pritrjeni na debla in veje hrastov. Redke vrste, ki rastejo v gozdu, so: Cyclodictyon laetivirens, Daltonia splachnoides, Lejeunea flava, Radula carringtonii in Sematophyllum demissum.
Ptice, ki prebivajo v hrastovih gozdovih, so plavček, ščinkavec (Fringilla coelebs), rumenoglavi kraljiček (Regulus regulus), taščica in stržek. Sesalci so jazbec, navadna lisica, kuna zlatica, navadni jelen, sika in navadna veverica. Žuželke vključujejo številne vrste parazitskih os (Cynipidae)) in metulja (Neozephyrus quercus), katerega gosenica je v celoti odvisna od hrasta.
Rododendron je velika grožnja nekaterim območjem hrastovih gozdov. Razširjen je po celotnem gozdu Camillan, kljub temu da si ga prizadevajo nadzorovati.

### Tisin gozd
Gozd s tiso v parku se imenuje Reenadinna Wood, je približno 0,25 km² velik in raste na nizko ležečem kraškem apnenčastem tlaku med jezeroma Muckross in Lough Leane na polotoku Muckross. Tisini gozdovi so najredkejši habitatni tip v parku. So ena redkih vrst gozdov v Evropi, večinoma omejena na zahodno Irsko in južno Anglijo. Ima prednostni habitatni status v skladu s prilogo I direktive EU o habitatih. Reenadinna Wood je tudi eden največjih gozdov v Združenem kraljestvu in na Irskem, kjer prevladuje navadna tisa (Taxus baccata L.). Je eno od treh gozdov tise v Evropi. Zahodna meja gozda leži vzdolž geološke meje z devonskim starim rdečim peščenjakom. Gozd je na vzhodu omejen z zelenimi površinami, kjer so izdanki apnenca. V južnem delu je barje Muckross, visoko barje, veliko 0,02 km². Med izdanki apnenca so udornice. V nekaterih so se razvila globoka rendzinska tla. Ocenjuje se, da se je gozd razvil pred 3000−5000 leti. 
Tisa je avtohtono zimzeleno drevo, ki najbolje raste pri visoki vlažnosti blagih oceanskih podnebij, zato je Killarney zelo primeren. Tla v gozdu so večinoma tanka in na mnogih mestih se drevesa ukoreninijo v razpoke v golih apnencih. Tisa ima obsežen vodoravni koreninski sistem. V gozdu se korenine razprostirajo nad skalo in globoko prodrejo v razpoke v apnencu. Tisa ima nizko krošnjo 6−14 m. Zaradi izjemno goste sence, ki jo ustvarja krošnja, lahko konkurira drugim vrstam in je danes ustvarila čist gozdni sestoj. Gosta senca cvetočim rastlinam preprečuje, da se ustalijo v teh gozdovih in da bi se razvila rastlinska plast. Mahovi so bogati in uspevajo v vlažnih in hladnih razmerah. V nekaterih delih gozda so neprekinjene goste odeje mahov, ki so lahko globoki 152 centimetrov. Vrste mahov so predvsem Thamnium alopecurum, Eurhynchium striatum in Thuidium tamariscinum.
Nekatera drevesa v gozdu Reenadinna so stara 200 let. Tisa se ni obnavljala. Čezmerna paša sika jelenov na gozdnih travnatih površinah je tudi lahko razlog za to, na majhnih območjih, ki so bila ograjena od leta 1969, se tisa skoraj ni obnavljala. Goste krošnje tis onemogočajo prodor sončne svetlobe, kar tudi lahko prepreči rast tise iz podrasti.
Kljub svojevrstnim strupenim lastnostim lubje tise zelo radi objedajo jelenjad, kunci, zajci in domače živali. Je med najbolj pašno občutljivimi drevesi v killarneyjskih gozdovih. Sika jelen drevesa rani s svojimi rogovjem in jih tako uničuje.

### Mokrotni gozd
Mokre gozdne površine na nizko ležečih močvirnih apnenčastih območjih znotraj poplavne ravnice Lough Leane je približno 1,7 km². To je eno najobsežnejših območij te vrste gozdov na Irskem. Prevladujoče vrste dreves so črna jelša (Alnus glutinosa), veliki jesen (Fraxinus excelsior), puhasta breza (Betula pubescens) in vrba (Salix spp.) Območja, ki so občasno prekrita z vodo, so bogata z vrstami, kot so trave, ločki, šaši in cvetice, kot so močvirna lakota, močvirski oslad in vodna meta.
Navadni jelen in sika jelen uporabljata mokrotni gozd kot zavetje, značilne lastnosti so gole blatne "jelenje kopeli". Rododendroni so največja grožnja tem gozdom. Vdirajo v gozdove z uporabo dvignjenih površin, kot so šopi trave ali drevesni štori, kjer so tla dovolj mokra, da se sadike primejo. Čeprav so ga nekaj očistili, se je ponovno razrasel.

## Barje
Medtem ko na nižjih pobočjih gora prevladuje hrast graden, so gore nad 200 metrov skoraj brez dreves in prevladujejo visoka barja in resave. Barja v parku imajo večinoma značilno floro, kot so vrese: jesenska vresa (Calluna vulgaris), Erica cinerea in Ulex gallii, z občasno borovnico (Vaccinium myrtillus). Velecvetna mastnica (Pinguicula grandiflora) je pogosta. V barju so tudi številne pomembne vrste, med njimi mahovi (Sphagnum pulchrum, S. fuscum, S. platyphyllum, S. strictum, S. contortum in Calliergon stramineum), jetrenjaki (Cladopodiella francisci in Calypogeia azurea) in lišaji (Cladonia mediterranea, C. macilenta, C. rangiferina, C. arbuscula in Cetraria islandica). 
Oddaljenost nekaterih gorskih območij pomaga preživetju edine preostale divje črede domačega navadnega jelena. Barjem grozijo paša, rezanje šote, požari in pogozdovanje.

## Rastlinstvo
Rastlinskih in živalskih vrst je ogromno, večina je domačih irskih vrst sesalcev, več pomembnih vrst rib, vključno jezerska zlatovčica (Salvelinus alpinus) in vrsta redkih ali maloštevilnih rastlinskih vrst [3]. Več živalskih in rastlinskih vrst v parku ima hiberno-luzitansko porazdelitev, kar pomeni, da se pojavljajo le v jugozahodni Irski, severni Španiji in na Portugalskem. Glavni razlog za to je učinek Zalivskega toka na podnebje jugozahodne Irske. Park je zaradi takih redkih vrst biosferni rezervat.
Številne rastlinske vrste v parku imajo nenavadne geografske razporeditve in so v notranji Irski. Razvrščene so v štiri glavne skupine: arktično-alpske rastline, atlantske vrste, severnoameriške in zelo redke vrste. Atlanske vrste so tiste, ki jih večinoma najdemo tudi v južni in jugozahodni Evropi, na primer jagodičnica, zelje svetega Patrika (Saxifraga spathularis) in velecvetna mastnica (Pinguicula grandiflora). Severnoameriški vrsti sta Sisyrinchium in Eriocaulon.

### Mahovi
Biofiti (mahovi in jetrenjaki) uspevajo delno tudi zaradi blagega oceanskega podnebja. Park je mednarodno pomemben za briofite. Mnogih ni mogoče najti nikjer drugje na Irskem. Mahovi in praproti rastejo razkošno. Mnogi so epifiti, rastejo na vejah in deblih dreves.

### Druge rastline
Killarneyjska praprot  (Trichomanes speciosum) je verjetno najredkejša rastlinska vrsta v parku. Raste na območju slapov in drugih vlažnih krajev. Čeprav je bila nekoč precej pogosta, a je bila pobrana skoraj do izumrtja, ker so jo nabirali za prodajo turistom. Ostala je le v osamljenih gorskih krajih, v katerih je nabiralci niso nikoli našli.
Čeprav so jagodičnice (Arbutus unedo) sorazmerno pogoste, so ena najredkejših drevesnih vrst na Irskem in jih redko najdemo zunaj Killarneyja. V parku so na vrhovih pečin in robovih gozdov okoli jezera.
Sorbus anglica je grm ali majhno drevo, ki raste na skalah blizu jezer. Pogostejša je Sorbus hibernica.
Velecvetna mastnica (Pinguicula grandiflora) je mesojeda rastlina, ki raste na barjih. Hrani se z žuželkami, da dopolni slabo zalogo hranljivih snovi (zlasti dušika), ki so na voljo na barju. Vijolični cvetovi se razvijejo konec maja in v začetku junija.
Irski mleček (Euphorbia hyberna) je atlantska vrsta, ki na Irskem raste le na jugozahodu. V preteklosti so mlečni sok iz stebla uporabljali za zdravljenje bradavic. Ribiči so ga uporabljali pri lovljenju rib, saj sok onesposobi škrge in se ribe zadušijo.
V parku so našli številne redke vrste glive myxomycete. To so Collaria arcyrionema, Craterium muscorum, Cribraria microcarpa (edina znana lokacija na Irskem), C. rufa, C. violacea, Diderma chondrioderma, D. lucidum, D. ochraceum, Fuligo muscorum in Licea marginata. Park ima zelo pestro floro lišajev.

## Živalstvo

### Sesalci
V parku je večina sesalcev, ki živijo na Irskem in so uveljavljene vrste. Gozdna voluharica je bila prvič ugotovljena leta 1964 v severozahodnem Kerryju. Njeno območje se je zdaj razširilo tudi na park. Kuna zlatica je še ena pomembna vrsta v parku.

#### Jeleni
V parku je edina preostala divja čreda navadnega jelena (Cervus elaphus), ki jo sestavlja približno 700 osebkov. Najdemo jih v gorskih območjih parka, večinoma na pobočjih Mangertona in Torca. Ta čreda stalno živi na Irskem že 4000 let, saj se je vrnila na otok po zadnji ledeni dobi. V preteklosti so bili zaščiteni na posestvu Kenmare in Muckross. Čreda ni povsem čista, ker so v 19. stoletju v čredo uvedli tuje jelene, ki so v 19. stoletju izboljšali kakovost.
Breje samice gredo z nižinskih predelov pogosto v gore, da bi tam kotile v začetku junija. Osebje parka označuje teleta. Čeprav sta navadni jelen in sika jelen sposobna križanja, v parku ni takih primerov. Velika prednost je namenjena ohranjanju genske čistosti izvorne črede navadnega jelena. Je v celoti zaščiten z zakonom in lov nanj ni dovoljen.
Sika jelen (Cervus nippon) je bil uveden v park z Japonskega leta 1865, njihovo število se je od takrat močno povečalo. Živijo na odprtih gorskih območjih in v gozdovih.

### Ptice
Park ima mnogo ptic, 141 vrst, in je ornitološko zelo pomemben, v njem so gorske, gozdne in prezimovalne vrste vodnih ptic. Na Irskem je nekaj redkih vrst: muharji (1−2 para), grmovščica (1−2 para) in vrtna penica (do 10 parov). Škotski barski jereb (‘’Lagopus lagopus scotica’’) in komatar sta na rdečem seznamu IUCN (po 1−2 para). Beločela gos, mali sokol in sokol selec so navedeni v prilogi I k direktivi EU o pticah. Druge pomembne vrste, ki jih najdemo v parku, so: vrani, podhujka in ribji orel. Ribji orel prečka park, ko se seli med severno Afriko in Skandinavijo. Zgodovinski zapisi in imena krajev nakazujejo, da so ga v preteklosti tu vzgajali. Planinski orel je nekoč gnezdil v parku, vendar je zaradi motenj pri gnezdenju in preganjanja izginil okoli leta 1900.
Najpogostejše vrste ptic na gorskih območjih so travniška cipa, krokar (Corvus corax) in muharji.
ščinkavci in taščice so najpogostejši, od gnezdilk sta pogostičrnoglavka in vrtna penica.
Čaplje, mali ponirek, mlakarica, mokož, povodni kos in vodomec živijo v parku ob vodnih telesih.
Ob Lough Leane in drugih jezerih preživi nekaj ptic, ki se selijo proti jugu z višjih zemljepisnih širin. To so drozg (Turdus iliacus), brinovka (Turdus pilaris), pobrežnik (Pluvialis apricaria) in vodne ptice, različne race. Tem se sezonsko pridružijo ptice selivke. Majhna jata grenlandskih beločelih gosi (Anser albifrons flavirostris), na svetu jih je približno 12.000, se seli na prezimovanje v Killarneyjsko dolino v parku. Manj kot 20 ptic ostane v parku. So zelo pomembne, so najbolj južna vrsta na Irskem in ena redkih, ki ostane v celoti na barjih in katerih habitat skoraj v celoti leži na zaščitenem območju.
Druge zimske vodne ptice so liska, kormoran, zvonec, mlakarica, raci Anas crecca in Aythya fuligula. Na jezerih so še črnoglavi galeb (Chroicocephalus ridibundus), mali ponirek in labod grbec.
Vrste, ki se selijo iz Afrike poleti, so kukavica, lastovke in hudourniki. Nekatere vrste se pojavljajo posamično, na primer ko je na evropski celini viharno vreme ali nenavadno mrzlo.
V parku od leta 2007 ponovno uvajajo belorepca, začeli so s 15 pticami. Projekt bo trajal več let, ko se bo izleglo več orlov. Na Irskem je vrsta izumrla v 19. stoletju, ker so orle preganjali lastniki zemljišč. Kljub zastrupitvi v letu 2009 se program nadaljuje.

### Ribe
V jezerih je veliko potočnih postrvi in lososov. Redke vrste, najdene v jezerih, so jezerska zlatovščica in killarneyjske sardele. Jezera imajo naravne zaloge potočne postrvi in lososa, ki jih je mogoče loviti ob upoštevanju običajnih licenčnih pravil.
Jezerska zlatovščica je reliktna vrsta, ki je ostala na območju po zadnji ledeni dobi, kar kaže neokrnjene okoljske razmere. Čeprav je bila nekoč razširjena, je zdaj omejena na izolirane populacije v celinskih sladkovodnih jezerih, ki imajo primeren habitat. Izjemno so občutljive za okoljske spremembe. Največja grožnja za njihovo preživetje na Irskem je uvedba druge vrste rib, evtrofikacija, zakisovanje in podnebne spremembe. Stopnja izumrtja na Irskem se je v zadnjih desetletjih povečala.
Sladkovodni slanik (Alosa fallax killarnensis) je podvrsta morskih vrst v jezerih. Redko je viden, ker se v glavnem prehranjuje s planktonom in jo ribiči redko ujamejo. Navedena je na irskem rdečem seznamu ogroženih vrst. Navedena je v prilogi II direktive o habitatih.

### Nevretenčarji
V Killarneyjski dolini je več nenavadnih vrst nevretenčarjev. Nekatere, tudi kačjega pastirja (Somatochlora arctica) in številne mladoletnice ter vrbnice, običajno najdemo veliko bolj severno v Evropi. Menijo, da so to reliktne vrste, ki so ostale v Killarneyju po zadnjem umiku ledu. Raznokrili kačji pastirji, najredkejši irski kačji pastir, je omejen na park.
Hrastovi gozdovi v odročni dolini Glaism na Marbh so trdnjava za Formica lugubris Zett., lesno mravljo, ki je tu redka kot tudi na Irskem kot celoti.
Polž Geomalacus maculosus je hiberno-luzitanska vrsta. V pogostih mokrih vremenskih razmerah Killarneyja se pojavlja na lišajih na skalah in drevesih. Navedena je v prilogi II in prilogi IV direktive EU o habitatih.

## Zaščita
Park se spoprijema s številnimi izzivi ohranjanja in upravljanja. Eden od teh je bližina parka z mestom Killarney, ki je eno najbolj znanih turističnih krajev na Irskem. Vsako leto ga obiščejo tisoči obiskovalcev. Večina preživi čas v parku. Potrebno je skrbno upravljanje, da bi zagotovili najmanjše nesoglasje med ohranjanjem in rekreacijo.
Pretekla uvedba več eksotičnih vrst v park je dodaten človeški vpliv na tem območju. Te vrste so poškodovale naravne ekosisteme. Najopaznejše vrste so rododendron (Rhododendron ponticum), ki se je razrasel na velika območja parka, in sika jelen, ki čezmerno grize tla in je morebitna grožnja za gensko celovitost domačega navadnega jelena. Rododendron in sika jelen lahko slabo vplivata na domačo floro z zaviranjem regeneracije. Nedavna, nenamerna uvedba je ameriški mink (Neovison vison), ki je zdaj v parku poleg domače vidre. Izumrtje, ki ga povzroča človek, grozi volku (Canis lupus L.) in planinskemu orlu Aquila chrysaetos L.).
Požari, ki jih povzroča človek, se v parku pogosto pojavljajo. Kljub vlažnemu podnebju se lahko hitro širijo in pokrivajo velika območja. Redko prodirajo na območja, ki jih pokriva gosto gozdno podeželje, vendar se zlahka širijo po odprtem gozdu.
Na zemljiščih na območju pasejo ovce, pogosto se pase tudi jelenjad. Trenutno močno prevladuje sika jelen. Paša je povzročila škodo mnogim habitatom, kar povzroča degradacijo šotišč in visokih barij ter preprečuje obnavljanje gozdov. Na gorskih območjih erozija, ki jo povzroča paša, slabša izpostavljene naravne terene. Pritiski na pašo jelenjadi in zajcev so se povečali, odkar sta izumrla njihova glavna naravna plenilca, volk in planinski orel. Paša in motnje vegetacije močno pripomorejo k širjenju rododendrona.
Rododendron je morda največja grožnja ekologiji parka. To je zimzeleni grm z naravno porazdelitvijo v Sredozemlju in Črnem morju. Rododendroni so zaradi podnebnih sprememb na Irskem izginili že pred tisoči let. V 19. stoletju so ga uvedli na območju Killarneyja in se je hitro odzval. Razširil se je s številnimi zelo majhnimi, enostavno razpršenimi semeni in tako preprečuje obnavljanje domačih lesnih vrst. Več kot 6,5 km² parka je zdaj popolnoma okuženo. Ker svetloba ne more prodreti skozi goste rododendrone, lahko le malo rastlin živi pod njimi. Hrastovi gozdovi so v nevarnosti, ker se ne morejo obnoviti. V parku nadzirajo in izkoreninjajo rododendrone.

## Turizem
Park je odprt vse leto. V Muckross House sta center za obiskovalce in izobraževalni center. Zanimivosti v parku so: Dinis Cottage, Knockreer Demesne, Inisfallen Island, Ladies View, Meeting of the Waters in Old Weir Bridge, samostan Muckross, Muckross House, polotok Muckross, Old Kenmare Road, O'Sullivan's Cascade, Rossov grad in otok, Tomies Oakwood in slap Torc. Na območju Knockreer, Muckross in Rossovega otoka je mreža površin, ki jih lahko uporabljajo kolesarji in sprehajalci. Steza Old Kenmare in steza okrog Tomies Oakwood omogočata pogled na Lough Leane in Killarney. Na voljo so izleti s čolni po jezerih.
Muckross House je viktorijanski dvorec blizu vzhodne obale jezera Muckross pod gorama Mangerton in Torc. Hiša je zdaj obnovljena in privabi več kot 250.000 obiskovalcev letno. Muckross Gardens slovijo po svoji zbirki rododendronov, hibridov in azalej ter eksotičnih dreves. Tradicionalna kmetija Muckross je delovni kmetijski projekt, ki prikazuje irsko podeželsko življenje v tridesetih letih prejšnjega stoletja pred elektrifikacijo. Knockreer House je izobraževalni center parka.